# Меланоцитстимулирующие гормоны
Меланоцитстимулирующие гормоны (меланотропины, интермедины, МСГ, меланокортины, melanocyte-stimulating hormones, MSH) — гормоны средней, или промежуточной, доли гипофиза позвоночных животных и человека. По химической природе — полипептиды.

## Разновидности МСГ
Существует три основные разновидности МСГ:
- Альфа-меланоцитстимулирующий гормон(α-МСГ)
- Бета-меланоцитстимулирующий гормон (β-МСГ)
- Гамма-меланоцитстимулирующий гормон(γ-МСГ)

В таблице показана их структура. Все они образуются путём расщепления общего белка-предшественника - проопиомеланокортина.
| α-МСГ:           | Ac-Ser-Tyr-Ser-Met-Glu-His-Phe-Arg-Trp-Gly-Lys-Pro-Val                                  |
| β-МСГ (человек): | Ala-Glu-Lys-Lys-Asp-Glu-Gly-Pro-Tyr-Arg-Met-Glu-His-Phe-Arg-Trp-Gly-Ser-Pro-Pro-Lys-Asp |
| β-МСГ (свинья):  | Asp-Glu-Gly-Pro-Tyr-Lys-Met-Glu-His-Phe-Arg-Trp-Gly-Ser-Pro-Pro-Lys-Asp                 |
| γ-МСГ:           | Tyr-Val-Met-Gly-His-Phe-Arg-Trp-Asp-Arg-Phe-Gly                                         |

## Функции
МСГ стимулируют  синтез и секрецию меланинов (меланогенез) клетками-меланоцитами кожи и волос, а также пигментного слоя сетчатки глаза. Наиболее сильное влияние на пигментацию оказывает   альфа-меланоцитстимулирующий гормон.
У многих амфибий и рептилий МСГ вызывает потемнение покровов в темноте или на темном субстрате, стимулируя дисперсию меланиновых гранул внутри клеток-меланофоров кожи.
У людей повышение уровня МСГ также вызывает потемнение кожи. Это происходит, например, при беременности, а также при болезни Аддисона, когда наряду с повышением уровня АКТГ повышается и уровень МСГ. Различия в уровне МСГ не являются главной причиной межрасовых различий в цвете кожи. У людей с рыжими волосами и светлой кожей, не способной к загару, присутствует мутация в гене одного из рецепторов МСГ.

## Рецепторы МСГ
Рецепторы МСГ относятся к семейству серпентиновых рецепторов, связанных с G-белками. У млекопитающих существует пять типов меланокортиновых рецепторов.
- Мс1r (MC1, Mc1r или рецептор меланоцитстимулирующего гормона) является одним из главных белков, регулирующих цвет кожи и волос. Он функционирует на поверхности меланоцитов, регулирующие меланогенез у млекопитающих. Под действием одного их продуктов расщепления проопиомеланокортина (как правило, это альфа-меланоцитстимулирующий гормон),  MC1R инициирует сложный сигнальный каскад, который приводит к выработке чёрного или коричневого эумеланина. У большинства млекопитающих данный сигнал может быть изменён связыванием другого белка с MC1R. Белок Агути  (Agouti signal protein, Asip) ингибирует взаимодействие MC1R. с альфа-меланоцитстимулирующим гормоном, что в результате приводит к выработке красного или жёлтого феомеланина. Пульсирующий характер передачи сигнала с помощью Агути через MC1R. приводит к выработке характерного окраса  агути (чередование желтых и чёрных полос на волосе) у большинства млекопитающих. У некоторых видов  секреция  Агути не пульсирующая, она меняется не во времени, а в зависимости от участка тела. Особенно это хорошо заметно у лошадей, у которых окраска ног, хвоста и гривы чёрная, а тела — красноватая. Исключение составляют человеческие волосы,  на цвет которых белок Агути не влияет.

- Mc2r  — рецептор адренокортикотропного гормона (рецептор АКТГ, MC2) является специализированным рецептором клеток коры надпочечников и реагирует на AКТГ. Он находится в корковом слое надпочечников и стимулирует выработку кортизола. Рецептор АКТГ использует цАМФ в качестве посредника.

- Mc3r присутствует на клетках разных тканей, кроме коры надпочечников и меланоцитов. У нокаутных мышей повышена масса жира, несмотря на уменьшенное потребление пищи, что свидетельствует об участии этого рецептора в регуляции пищевого гомеостаза.
- Mc4r также связывает α-меланоцитстимулирующий гормон. На мышах было показано, что MC4R  участвует в регуляции пищевого  поведения, обмена веществ и полового поведения.

В 1998 году было обнаружено, что мутации в гене MC4R связаны с наследственной тучностью у человека. Они проявляются  в гетерозиготном состоянии, что свидетельствует об  аутосомно-доминантном характере наследования. Другие  исследования и наблюдения показали, что эти мутации имеют неполное доминирование и некоторую степень кодоминирования. Периферическая концентрация а-МСГ не является простым отражением ожирения и инсули-норезистентности и не может сама по себе быть мерой композиционного состава тела.. 
- Mc5r. Его ген находится в 18 хромосоме человеческого генома. Когда у трансгенных мышей  работа MC5R была нарушена, у них наблюдались нарушения в работе  желёз внешней секреции, что привело к уменьшению выделения секрета сальных желёз.